# شریف عبدالفضیل
شریف عبدالفضیل (عربی: شريف عبد الفضيل؛ زادهٔ ۲ ژوئیهٔ ۱۹۸۳) یک ورزشکار اهل مصر است.
از باشگاه‌هایی که در آن بازی کرده‌است می‌توان به باشگاه ورزشی الاهلی مصر، باشگاه ورزشی اسماعیلی، و تیم ملی فوتبال مصر اشاره کرد.
وی همچنین در تیم ملی فوتبال مصر بازی کرده است.